# Mikael Blomkvist
Mikael Blomkvist é uma personagem fictícia da Trilogia Millennium, criada pelo escritor sueco Stieg Larsson.
Mikael Blomkvist é um jornalista da revista fictícia Millennium.
 Vive em Estocolmo, na rua Bellmansgatan, e tem uma casinha em Sandhamn, no arquipélago de Estocolmo. No primeiro livro passa uns meses na ilha fictícia de Hedebyön, junto à cidade fictícia de Hedestad, a 2-3 horas a norte de Estocolmo.

A sua primeira aparição ocorre no romance Män som hatar kvinnor (Os Homens que Não Amavam as Mulheres no Brasil ou Os Homens que Odeiam as Mulheres em Portugal), editado pela primeira vez em 2005.

## Livros da Trilogia Millenium
- Män som hatar kvinnor (Brasil: Os Homens que Não Amavam as Mulheres / Portugal: Os Homens que Odeiam as Mulheres)
- Flickan som lekte med elden (Brasil: A Menina que Brincava com Fogo / Portugal: A Rapariga que Sonhava com uma Lata de Gasolina e um Fósforo)
- Luftslottet som sprängdes (Brasil: A Rainha do Castelo de Ar / Portugal: A Rainha no Palácio das Correntes de Ar)